# Молосковицы (деревня, Каложицкое сельское поселение)
Моло́сковицы (фин. Moloskovitsa) — деревня в Большеврудском сельском поселении Волосовского района Ленинградской области.
В апреле 2020 года деревня и посёлок Молосковицы объединяются в деревню с сохранением названия Молосковицы.

## История
Лютеранская община в деревне Молосковицы была образована в 1630-е годы во времена шведского правления.
В 1632 году в деревне была возведена каменная кирха на 400 мест, ставшая центром лютеранского прихода Молосковица. Здание было построено из белого известняка, поэтому в народе она называлась «Белая кирха» (фин. Valkeakirkko). Кирха в Молосковицах самая старая в Западной Ингерманландии.
На карте Ингерманландии А. И. Бергенгейма, составленной по шведским материалам 1676 года, упоминается село Moloskowits.
На шведской «Генеральной карте провинции Ингерманландии» 1704 года — село Moloskowitz, kÿrkia.
Село Молосковицы обозначено на «Географическом чертеже Ижорской земли» Адриана Шонбека 1705 года.
Затем как деревня Белая Кирка она упоминается на карте Санкт-Петербургской губернии Я. Ф. Шмидта 1770 года.
На карте Санкт-Петербургской губернии Ф. Ф. Шуберта 1834 года обозначена деревня Молосковицы, состоящая из 29 крестьянских дворов и с ней по смежеству село Белая Кирка.

АЛЕКСАНДРОВСКАЯ — мыза принадлежит дочери надворного советника Веймарна, число жителей по ревизии: 4 м. п., 5 ж. п.

МОЛОСКОВИЦЫ — деревня принадлежит дочери надворного советника Веймарна, число жителей по ревизии: 93 м. п., 116 ж. п.; В оной:

а) Церковь каменная лютеранского исповедания.

б) Питейный дом. (1838 год)

На этнографической карте Санкт-Петербургской губернии П. И. Кёппена 1849 года обозначено село «Moloskowitz», расположенное в ареале расселения савакотов. В пояснительном тексте к этнографической карте оно записано как село Moloskowitz (Молосковицы) и указано количество его жителей на 1848 год: савакотов — 36 м. п., 44 ж. п., всего 80 человек, русских — 105 человек.
На карте профессора С. С. Куторги 1852 года обозначена деревня Молосковицы из 29 дворов с ветряной мельницей и село Белая Кирка.

МОЛОСКОВИЦЫ — деревня супруги надворного советника Вернадер, 10 вёрст по почтовой, а остальное по просёлочной дороге, число дворов — 21, число душ — 67 м. п. (1856 год)

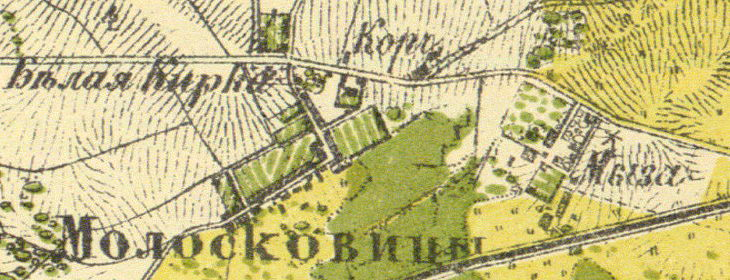
Деревня Молосковицы на карте 1860 года

Согласно «Топографической карте частей Санкт-Петербургской и Выборгской губерний» 1860 года при деревне Молосковицы находился пасторат Белая Кирка, корчма, мыза и ветряная мельница.

АЛЕКСАНДРОВСКАЯ (МОЛОСКОВИЦЫ) — мыза владельческая при колодце, по Рожественскому тракту от Ямбурга в 31 версте, число дворов — 4, число жителей: 14 м. п., 22 ж. п.;.

МОЛОСКОВИЦЫ — деревня владельческая при колодце, по Рожественскому тракту от Ямбурга в 30 верстах, число дворов — 27, число жителей: 87 м. п., 86 ж. п.; Церковь лютеранская. (1862 год)

В 1869—1870 годах временнообязанные крестьяне деревни выкупили свои земельные наделы у А. И. Вернандер и стали собственниками земли.
Сборник Центрального статистического комитета описывал деревню так:

МОЛОСКОВИЦЫ — деревня бывшая владельческая, дворов — 32, жителей — 140. Церковь лютеранская, школа, лавка. (1885 год)

Согласно материалам по статистике народного хозяйства Ямбургского уезда 1887 года мыза Молосковицы площадью 399 десятин принадлежала гессен-дармштадтскому подданному И. Н. Пельтцеру, мыза была приобретена в 1885 году за 24 000 рублей.
В 1900 году, согласно «Памятной книжке Санкт-Петербургской губернии», мыза Молосковицы площадью 373 десятины принадлежала гессен-дармштадтскому подданному Эдуарду Наполеоновичу Пельтцеру.
В конце XIX — начале XX века деревня Молосковицы административно относилась к Врудской волости 1-го стана Ямбургского уезда Санкт-Петербургской губернии.
По данным «Памятной книжки Санкт-Петербургской губернии» за 1905 год мызой Молосковицы владел коллежский секретарь Максимилиан Эдуардович Пельтцер. В мызе располагалось почтовое отделение.
В 1907 году в приходе Молосковица насчитывалось 2350 прихожан, в 1917 году — 2537.
В 1917 году деревня Молосковицы входила в состав Врудской волости Ямбургского уезда.
С 1917 по 1927 год деревня Молосковицы входила в состав и была административным центром Молосковицкого сельсовета Молосковицкой волости Кингисеппского уезда.
Согласно данным переписи населения СССР 1926 года в деревне Молосковицы проживали 234 человека, большинство русские, а также финны, эстонцы и китайцы.
С 1927 года деревня — районный центр Молосковицкого района в составе Ленинградского округа.

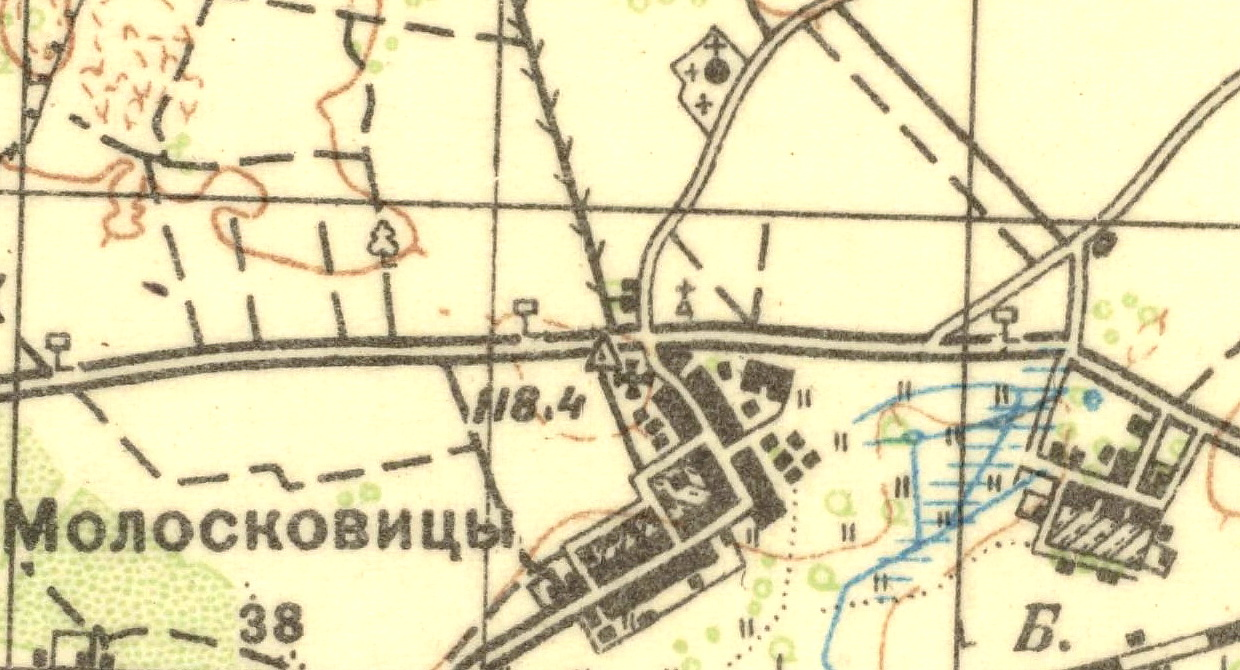
План деревни Молосковицы. 1930 год

Согласно топографической карте 1930 года деревня насчитывала 38 дворов, в центре деревни находилась кирха.
С 1931 года в составе Молосковицкого сельсовета Волосовского района.
По данным 1933 года село Молосковицы являлось административным центром Молосковицкого сельсовета Волосовского района, в который входили 4 населённых пункта: деревни Остроговицы, Хревицы; посёлок Молосковицы и само село Молосковицы , общей численностью населения 1832 человека.
Богослужения в лютеранской церкви не проводились с августа 1937 года.
В октябре 1938 года кирха была закрыта и использовалась под клуб.
Деревня была освобождена от немецко-фашистских оккупантов 30 января 1944 года.
С 1963 года в составе Кингисеппского района.
С 1965 года вновь в составе Волосовского района. В 1965 году население деревни Молосковицы составляло 448 человек.
По данным 1966 года деревня Молосковицы также находилось в составе Молосковицкого сельсовета.
По административным данным 1973 и 1990 годов деревня Молосковицы входила в состав Каложицкого сельсовета.
В 1997 году в деревне проживал 61 человек, в 2002 году — 92 человека (русские — 84 %), в 2007 году — 67.
В мае 2019 года деревня вошла в состав Большеврудского сельского поселения.
Здание кирхи руинировано, восстановление не планируется.

## География
Деревня расположена в западной части района на автодороге 41А-002 (Гатчина — Ополье).
Расстояние до административного центра поселения — 5 км.
Расстояние до ближайшей железнодорожной станции Молосковицы — 5 км.

## Демография
| 1862 | 2002 | 2007 | 2010 | 2017 |
| ---- | ---- | ---- | ---- | ---- |
| 209  | ↘92  | ↘67  | ↗94  | ↘87  |

### Национальный состав
Согласно данным Всероссийской переписи населения 2021 года в деревне проживал 91 человек, из них:
 русские — 67, азербайджанцы — 5, таджики — 5, украинцы — 4, гагаузы — 3, финны — 2, эстонцы — 2, белорусы — 1, гагаузы — 1, один человек национальность не указал.

## Фото

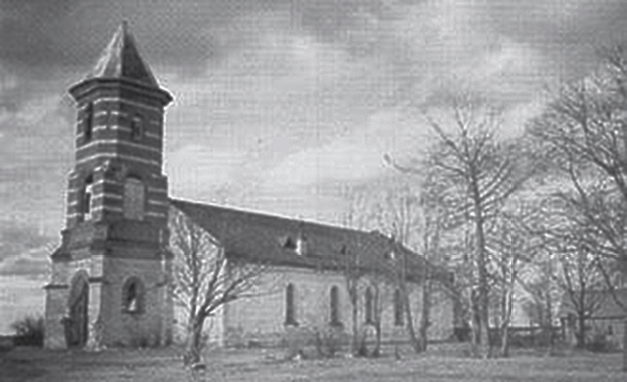
Кирха в деревне Молосковицы. 1902 год
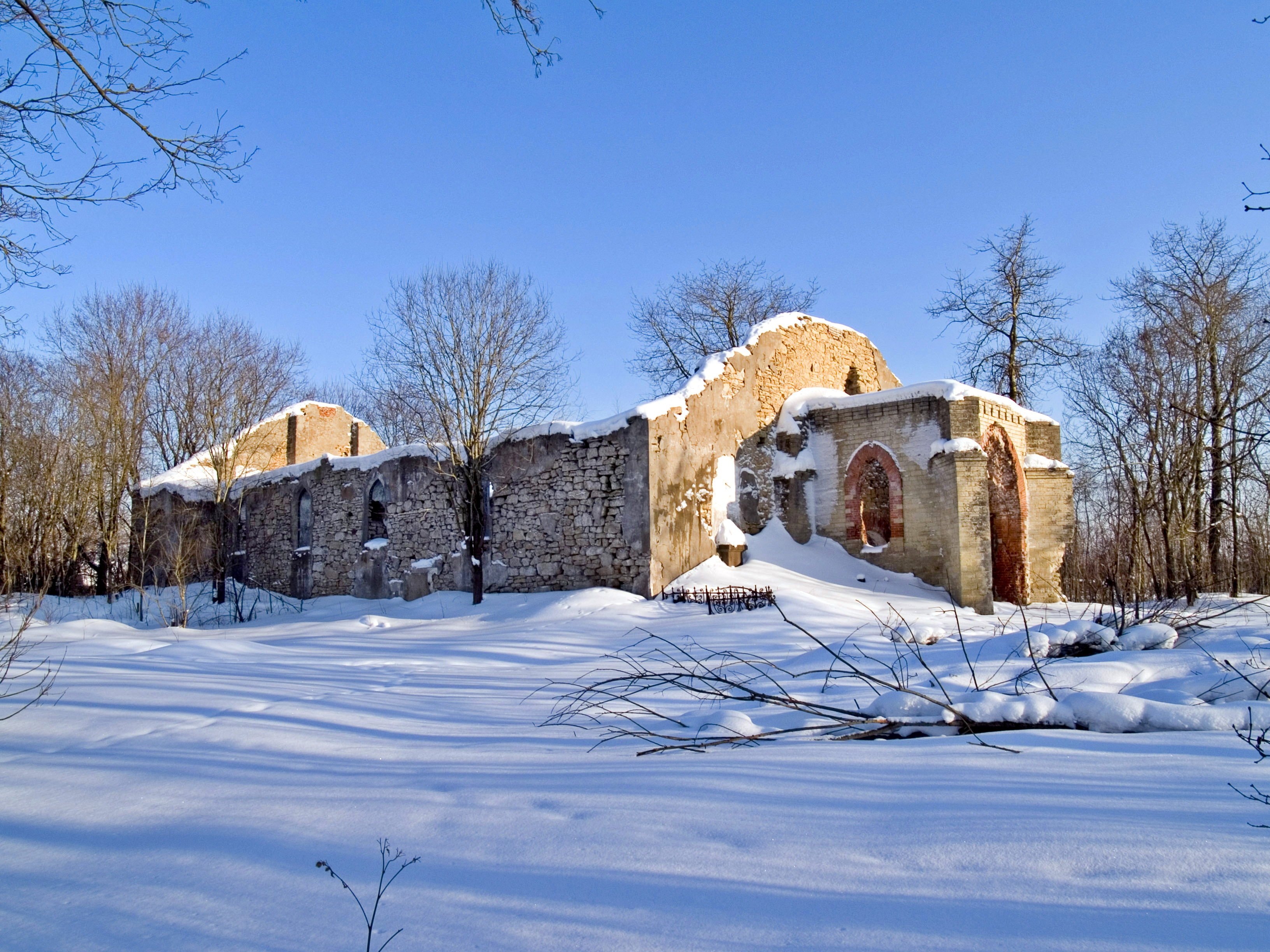
Современное состояние кирхи. 2006 год

## Улицы
Липовая.